# ワツミワムシ属
ワツミワムシ属 Limnias は固着性のワムシ類で、個虫の入っている棲管に環状の線が入るのが特徴である。

## 特徴
以下、主に本属の種であるワツミワムシ Limnias melicerta の記載に従って記す。成体の雌は、水草など水中の植物の表面に固着して生活する。個々の個体はそれぞれ単独に固着し、群体を作ることはない。個体のすむ管室は真っ直ぐな円柱状で、先端に向けてやや太くなっている。管は硬化した膠質、あるいは角質に似たもので、透明で硬い。その表面には全体に密な環状の肋状の条紋があり、その部分は少し突き出している。管質の大きさは長さ0.8-1mm程度になる。
身体の先端には大きく広がった頭冠があり、これを広げて繊毛で水流を作っている。頭冠は大きく左右2つの裂片に分かれる。頭冠の後部背面には7個のはっきりした角状の突起があり、それらは横並びの列をなして縦3列に並び、中央に3個、前後に2個ずつある。頭冠の腹面側では繊毛対が入り込んで漏斗状の口を形成する。この部分の近く、頭冠部すぐ下の腹面には腹触手があり、これははっきり突き出していてその先端に束になった感覚毛があってよく目立つ。

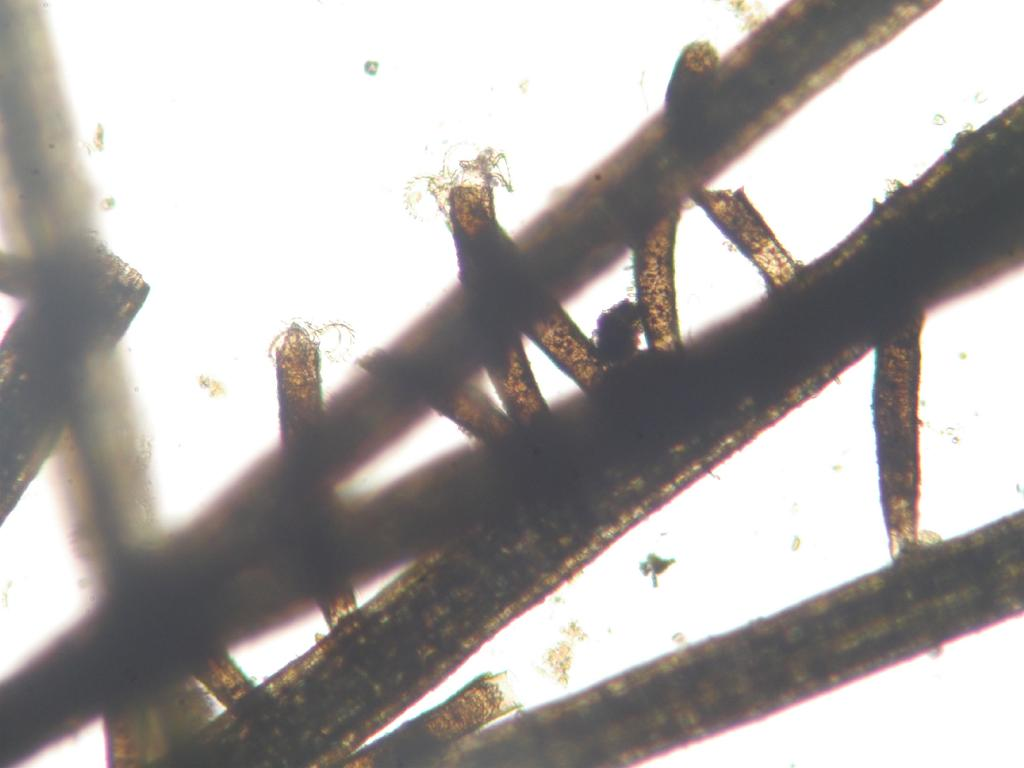
多数の個体がウキクサの根に付着
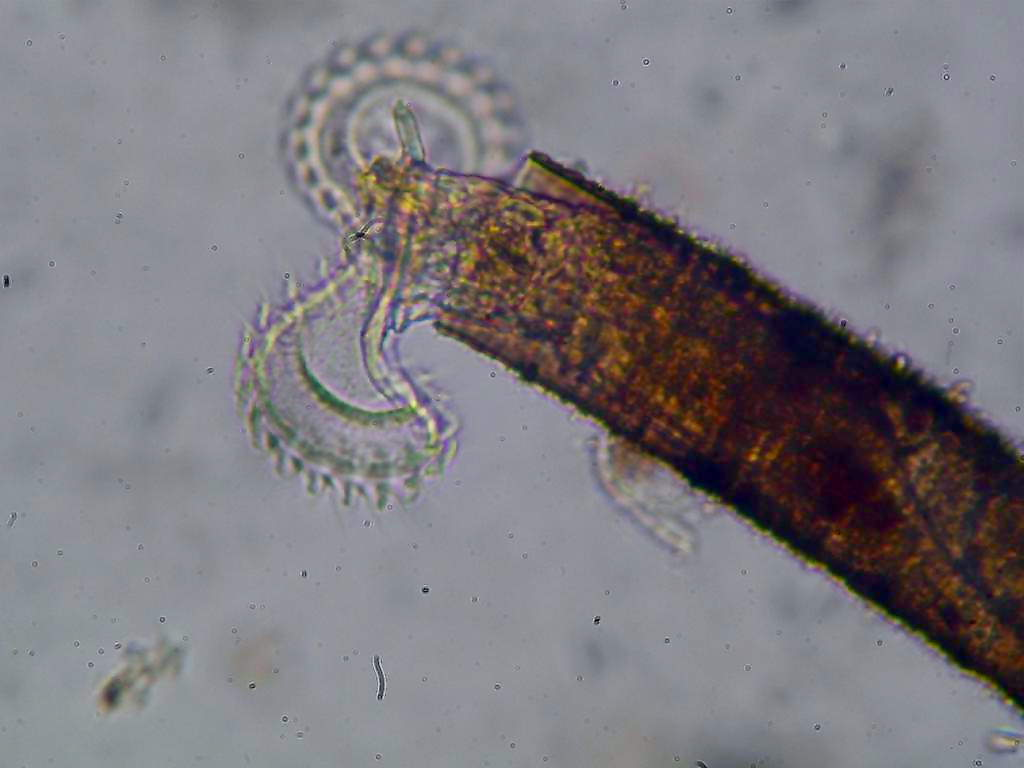
頭冠の様子
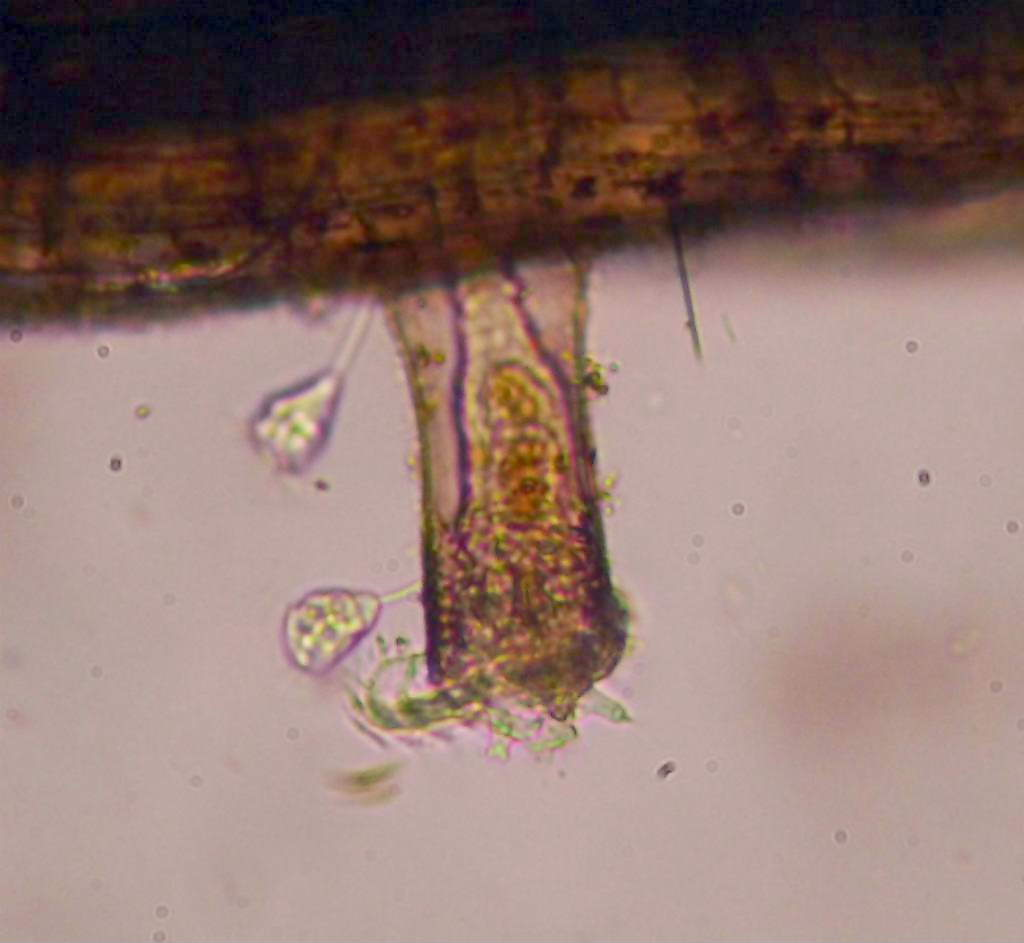
若い個体?

## 生息環境
沈水植物の多い池沼や湖の沿岸などに見られるがそれほど多くないとも、池沼や河跡湖などに普通とも。

## 近縁のもの
同じくマルサヤワムシ科に所属するマルサヤワムシ属 Floscularia のものは本属と同じように円筒形の管室で固着して生活するが、管室の壁が小球を積み上げたものとなっている。また頭冠が4つの裂片に分かれる点でも異なる。